# Вентиляційне вікно
Вентиляційне вікно (рос. вентиляционное окно, англ. scale door, check door, sham door, нім. Wetterluke, Fenster) — вікно у вентиляційних дверях або інших пристроях (вентиляційних клапанах, вентиляційних буфетах тощо).